# ハイネケン・エクスピリエンス
ハイネケン・エクスピリエンス（Heineken Experience）はオランダのハイネケン社が運営するビール博物館であり、ヨーロッパ産業遺産の道のアンカーポイントの一つになっている。

## 概要
元々はハイネケン社が所有するビール工場であったが、1988年に閉鎖。1991年に改装され博物館として生まれ変わったのが始まりである。入場料は約15ユーロと高額。館内はハイネケン社の歴史やビール作りの工程などが展示されている。またハイネケンビールや子会社のビールを数杯飲め、お土産に同社の栓抜きと自分でデザインしたハイネケン瓶がもらえる。（2007年8月現在）年間80万人近くが訪れるアムステルダムの人気スポットである。
2008年11月3日にリニューアルオープンした。

## ギャラリー

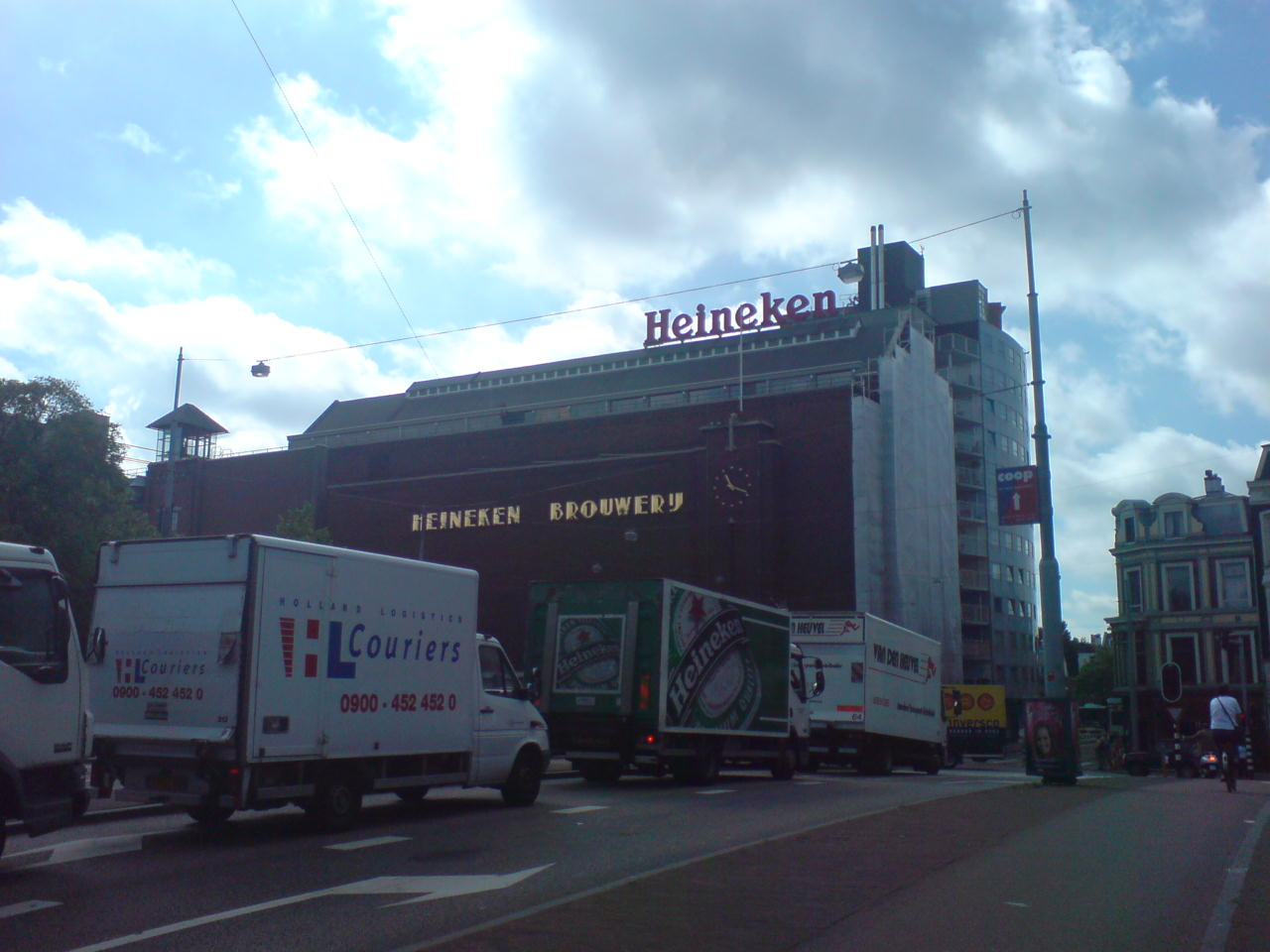
博物館
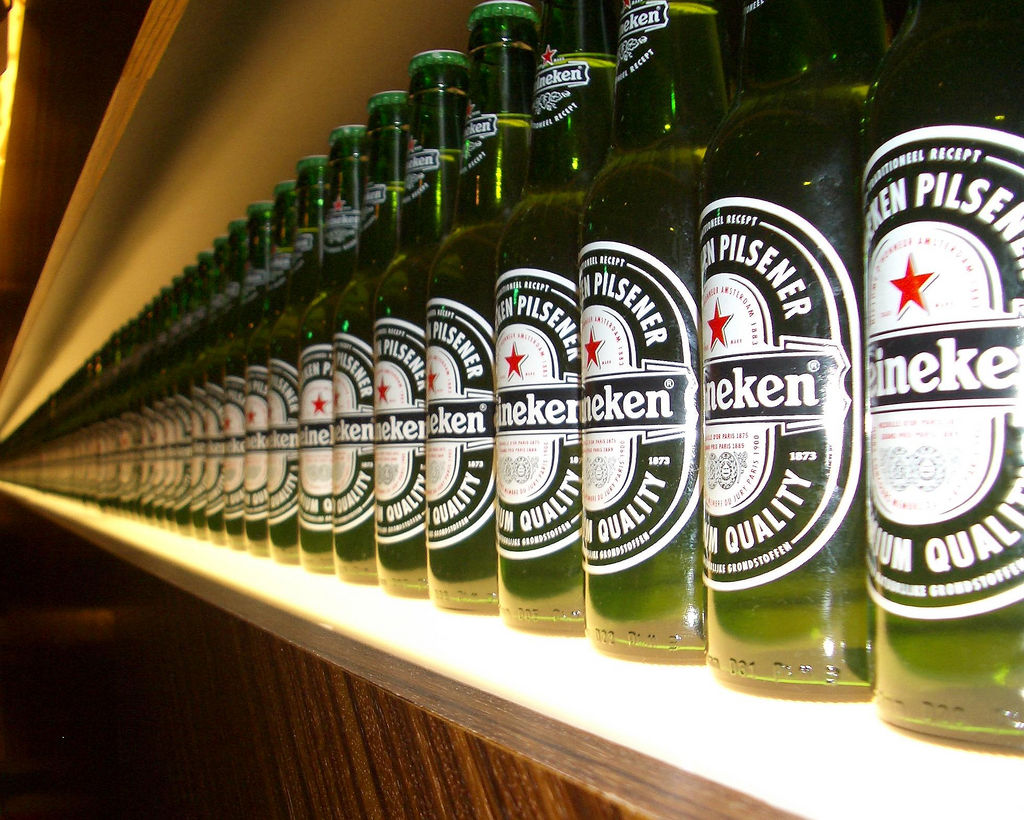
グリーンボトル